# Emma D'Arcy
Emma Zia D'Arcy (Londres, 27 de junho de 1992) é uma personalidade britânica que trabalha como intérprete das artes cênicas.  Entre seus papéis mais proeminentes está o de Rhaenyra Targaryen na série House of the Dragon, da HBO, que é um spin-off prequel do famoso seriado Game of Thrones. D'Arcy também apareceu em produções televisivas como Truth Seekers e Wanderlust.

## Carreira

### Teatro
D'Arcy apareceu em várias produções teatrais, incluindo Romeu e Julieta, The Games We Played e The Crucible no The Yard Theatre, e em produções teatrais de Against no Almeida Theatre, A Girl in School Uniform (Walks into a  Bar) no West Yorkshire Playhouse, Mrs. Dalloway e Callisto: A Queer Epic no Arcola Theatre e Pillowman no Oxford Playhouse.

### Televisão
Além de aparecer no teatro, D'Arcy também apareceu em várias produções de televisão, incluindo Truth Seekers, uma série de comédia de terror estrelada por Nick Frost para o Amazon Prime Video em 2020. Emma também apareceu na série co-produzida por Nick Payne na BBC One e Netflix, Wanderlust, que estreou em 2018, bem como na segunda temporada da série do Amazon Prime Video, Hanna. D'Arcy também apareceu no filme de comédia-drama de 2020 Mishbehavior dirigido por Philippa Lowthorpe.
Foi anunciado que D'Arcy apareceria na próxima série da HBO, House of the Dragon, um spin-off de Game of Thrones, como Rhaenyra Targaryen. A série começou a ser produzida em abril de 2021 e teve estreia em 2022, consistindo em dez episódios.

## Vida pessoal
D'Arcy é uma pessoa não-binária. D'Arcy estudou Belas Artes, na Escola de Arte Ruskin da Universidade de Oxford.

## Filmografia

### Cinema
| Ano  | Filme                 | Papel       | Notas          |
| ---- | --------------------- | ----------- | -------------- |
| 2015 | United Strong Alone   | Sniper      |                |
| 2019 | O Holy Ghost          | Stephanie   |                |
| 2020 | Misbehavior           | Hazel       |                |
| 2021 | Mothering Sunday      | Emma Hobday |                |
| 2023 | For people in trouble | Jenny       | Curta-metragem |
| 2023 | The Talent            | Tommy       | Curta-metragem |

### Televisão
| Ano             | Série               | Papel                                       | Notas            |
| --------------- | ------------------- | ------------------------------------------- | ---------------- |
| 2018            | Wanderlust          | Naomi Richards                              | Elenco principal |
| 2019            | Wild Bill           | Alma                                        |                  |
| 2020            | Hanna               | Sonia Richter                               |                  |
| 2020            | Truth Seekers       | Astrid                                      | Elenco principal |
| 2021            | Baptiste            | Garota num encontro dos Narcóticos Anônimos | 1 episódio       |
| 2021            | Foresight           | Enfermeira                                  | 1 episódio       |
| 2022 – presente | House of the Dragon | Rhaenyra Targaryen                          | Elenco principal |